# 福井大学医学部附属病院
福井大学医学部附属病院（ふくいだいがくいがくぶふぞくびょういん）は、福井県吉田郡永平寺町の福井大学松岡キャンパス内にある大学病院である。福井県災害拠点病院等に指定されている。

## 沿革
- 1983年（昭和58年）10月1日 - 福井医科大学医学部附属病院開院（320床）
- 2003年（平成15年）10月1日 - 福井大学と福井医科大学の統合により病院名を福井大学医学部附属病院に名称変更
- 2019年（令和元年）8月1日 - 永平寺町との指定管理契約に基づき、永平寺町立在宅訪問診療所の管理運営を開始

## 診療科目
- 内科部門
  - 血液・腫瘍内科
  - 感染症・膠原病内科
  - 神経内科、消化器内科
  - 内分泌・代謝内科
  - 呼吸器内科
  - 腎臓内科
  - 循環器内科
- 外科部門
  - 一般外科
  - 消化器外科
  - 乳腺・内分泌外科
  - 心臓血管外科
  - 呼吸器外科
  - 泌尿器科
- 感覚・皮膚・運動部門
  - 皮膚科
  - 整形外科・脊椎外科
  - リハビリテーション科
  - 眼科
  - 耳鼻咽喉科・頭頸部外科
  - 歯科口腔外科
- 成育・女性医療部門

小児科、産科婦人科
- 脳・神経・精神部門
  - 神経科精神科
  - 脳脊髄神経外科
  - 麻酔科蘇生科
- 総合診療部門
  - 放射線科
  - 総合診療部・総合内科
  - 救急部
- 専門外来・その他
  - 中高年女性総合外来
  - 痛みと漢方外来
  - ピロリ外来
  - アスベスト・中皮腫外来
  - 禁煙外来
  - セカンドオピニオン外来
  - 腫瘍ドック・脳ドック

## 医療機関の指定・認定
（下表の出典）
| 保険医療機関                                   | 母体保護法指定医の配置されている医療機関 |
| 労災保険指定医療機関                           | 特定機能病院                             |
| 指定自立支援医療機関（更生医療）               | 災害拠点病院（地域）                     |
| 指定自立支援医療機関（育成医療）               | 臨床研修病院                             |
| 指定自立支援医療機関（精神通院医療）           | 臨床修練指定病院                         |
| 身体障害者福祉法指定医の配置されている医療機関 | がん診療連携拠点病院                     |
| 精神保健指定医の配置されている医療機関         | エイズ治療拠点病院（中核拠点）           |
| 生活保護法指定医療機関                         | 特定疾患治療研究事業委託医療機関         |
| 結核指定医療機関                               | DPC対象病院                              |
| 指定養育医療機関                               | 小児慢性特定疾患治療研究事業委託医療機関 |
| 戦傷病者特別援護法指定医療機関                 | 総合周産期母子医療センター               |
| 原子爆弾被害者一般疾病医療取扱医療機関         |                                          |

- 福井DMAT指定病院[4]
- がんゲノム医療連携病院[4]
- 福井県アレルギー疾患医療拠点病院[4]
- 原子力災害拠点病院[5]
- このほか、各種法令による指定・認定病院であるとともに、各学会の認定施設でもある。

## 事案
- 2017年8月、当院看護部所属の女性看護師（40代）が、診察室の患者のかばんの中の財布から現金89,000円を窃取。大学は、10月11日付で女性看護師を懲戒免職処分とした[6]。

## 近隣の医療機関
- 国立病院機構あわら病院（あわら市）
- 春江病院（坂井市）
- 福井県立病院（福井市）
- 福井愛育病院（福井市）
- 福井循環器病院（福井市）
- 福井赤十字病院（福井市）
- 福井県済生会病院（福井市）
- 地域医療機能推進機構福井勝山総合病院（勝山市）
- 国立病院機構敦賀医療センター（敦賀市）
- 市立敦賀病院（敦賀市）
- 公立小浜病院（小浜市）
- レイクヒルズ美方病院（若狭町）

## アクセス
- 京福バス - いずれも「福井大学病院」下車。
  - 福井駅発着
    - 38 大和田大学病院線（田原町駅、アピタ・エルパ前、県立大学経由）

  - 丸岡駅（丸岡バスターミナル経由）発着・永平寺口駅（松岡駅経由）発着
    - 82 丸岡・永平寺線 ※休日・年末年始運休

  - 松岡駅発着・県立大学発着
    - 83 大学病院松岡線 ※土曜日・休日・年末年始運休
- 永平寺町コミュニティバス - いずれも「福井大学病院」下車。
  - 福祉総合センター発着（松岡駅経由）
    - 御陵ルート ※休日・年末年始運休

  - 永平寺口駅前・山王駅前発着
    - 山王駅-大学病院ルート ※土曜日・休日・年末年始運休
- 坂井市オンデマンド型交通「イータク」 ※土曜日・休日・年末年始運休
  - 坂井市コミュニティバス「ぐるっと坂井」鳴鹿ルート「グリーンセンター（福井大学病院）」バス停留所の廃止による代替交通。
- 予約制乗合タクシー「げんき君」 ※土曜日・休日・年末年始運休
  - 京福バス大野医大線の廃止に伴い、大学病院が永平寺観光へ委託して乗合タクシーを運行している。
- 福井駅より車で約30分。
- 北陸自動車道
  - 福井北ICより車で約10分。
  - 丸岡ICより車で約10分。
- 中部縦貫自動車道
  - 松岡ICより車で約10分。